# Sternberg (Meclemburgo-Pomerânia Ocidental)
Sternberg é uma cidade da Alemanha localizada no distrito de Ludwigslust-Parchim, estado de Meclemburgo-Pomerânia Ocidental.
É membro e sede o Amt de Sternberger Seenlandschaft.